# Georges Richard de Soultrait
Pour les autres membres de la famille, voir famille de Soultrait.
Georges Richard de Soultrait (comte romain de Soultrait à partir de 1850) est un écrivain et historien français né le 27 juin 1822 à Toury-Lurcy, dans le département de la Nièvre, et mort le 18 septembre 1888 dans le même village.

## Biographie

### Famille

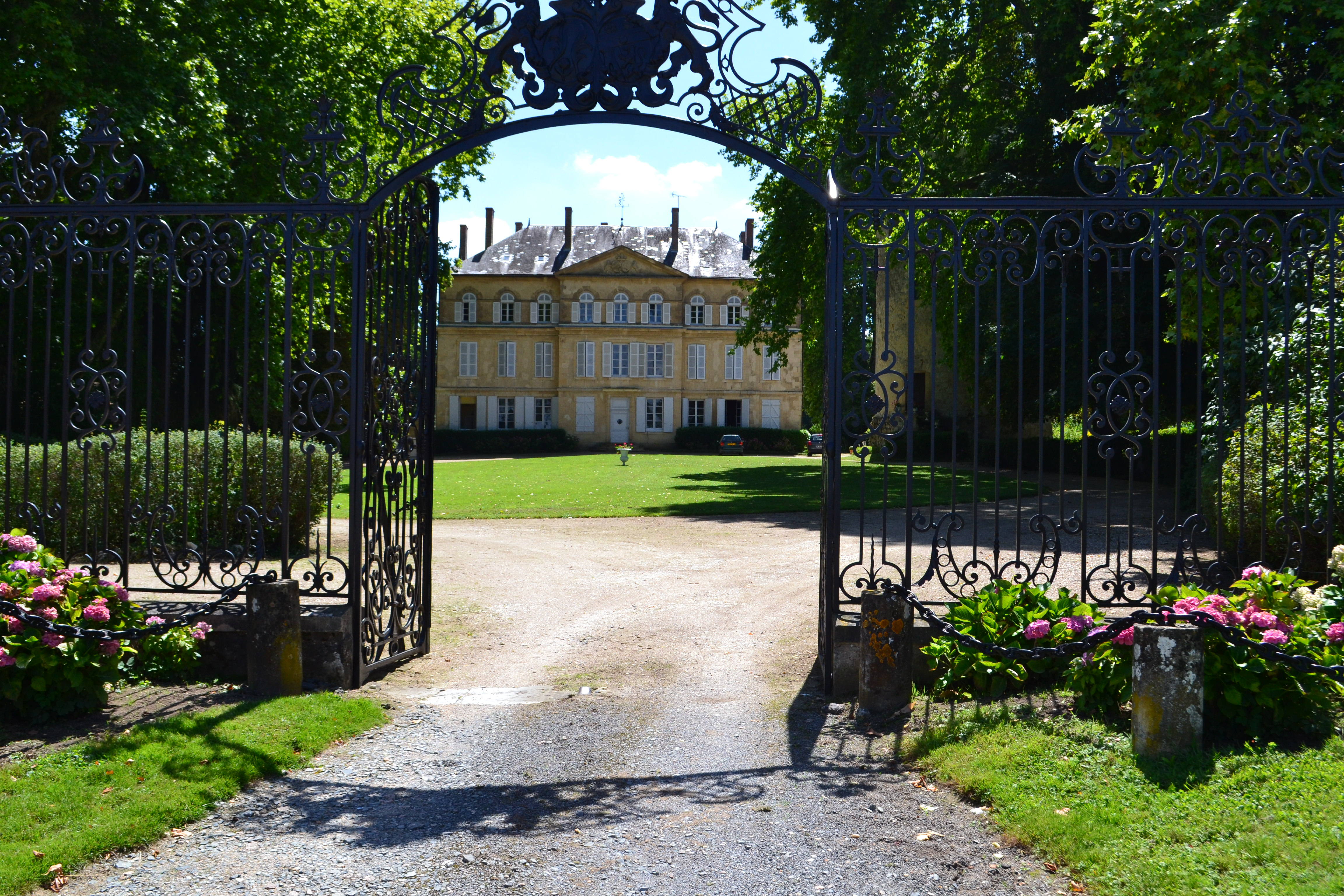
Le château de Toury-Lurcy.

Membre de la famille Richard de Soultrait, il est né en 1822 à Toury dans le château familial. Il est le fils de Gaspard-Antoine-Samuel Richard de Soultrait, comte romain « à titre personnel » par bref pontifical du 28 septembre 1855 (né le 3 juin 1793 à Nevers, et mort en 1858), sous-lieutenant de la jeune Garde impériale, puis capitaine en 1814, officier de la Légion d'honneur, médaillé de Sainte-Hélène, commandeur de l'ordre pontifical de Saint-Grégoire-le-Grand, et de Hyacinthe-Esther Outrequin de Saint-Léger (1792-1878).
Il épouse le 10 septembre 1850 à Paris, Désirée Le Jeans (1825-1888). Ils auront sept enfants.

### Carrière
Il est tout d'abord attaché au ministère des Finances puis receveur-percepteur à Lyon en 1863, ville dans laquelle il réside jusqu'en 1876, occupant successivement les fonctions de président de la Caisse d'épargne, d'administrateur du dispensaire général et de membre du Conseil d'administration des Hospices civils. Il exerce ensuite les fonctions de trésorier-général de la Haute-Marne puis du Doubs.
Très tôt, il exerce également des responsabilités politiques puisqu'il devient maire de Toury à l'âge de 26 ans puis, peu après, membre du Conseil général de la Nièvre.
Il fait partie des fondateurs de la Société nivernaise des lettres, sciences et arts (1851) selon le site du Comité des travaux historiques et scientifiques. Succédant à Augustin Crosnier et à Louis Roubet, il en devient le président en 1886 jusqu’à son décès survenu en 1888 en son château de Toury.
En 1858, il est élu à la section lettres de l'académie des Sciences, Belles-Lettres et Arts de Lyon.
Bon nombre de ses publications (voir la liste ci-dessous) constituent, encore aujourd’hui, autant d’ouvrages incontournables pour les chercheurs nivernais, comme son Dictionnaire topographique du département de la Nièvre (1862).
En 1862, sur la proposition du Comité des travaux historiques et scientifiques, il reçoit la Légion d'honneur.
Il reçoit un titre de comte romain par bref pontifical du Pape Pie IX du 2 août 1850.
Une rue de Nevers porte son nom.

## Publications
- Armorial de l'ancien duché de Nivernais, suivi de la Liste de l'assemblée de l'ordre de la noblesse du bailliage de Nivernais aux États-Généraux de 1789, Paris, 1847 (lire en ligne)
- Dictionnaire topographique du département de la Nièvre, 1865 (lire en ligne)
- Armorial historique et archéologique du Nivernais, Nevers, 1879, 2 tomes (lire en ligne le tome 1)
- Abrégé de la statistique monumentale de l'arrondissement de Nevers, 1851
- Rapport archéologique sur les cantons de Moulins (Ouest) et de Chevagnes (Allier), 1852
- Notice sur les stalles de l'église Notre-Dame de Bourg (Ain), 1852
- Considérations archéologiques sur les églises de Lyon, 1852
- Rapport archéologique sur l'église de Cuiseaux (S. et L.), 1852
- Essai sur la numismatique nivernaise, Paris, 1854 (lire en ligne)
- Notice historique et généalogique sur la famille de Bourgoing en Nivernais et à Paris, Lyon, 1855 (lire en ligne)
- Armorial du Bourbonnais, Moulins, 1857 (lire en ligne)
- Essai sur la numismatique bourbonnaise, Paris, 1858 (lire en ligne)
- Abrégé de la statistique archéologique de l'arrondissement de Moulins, 1860
- Notice sur les jetons de plomb des archevêques de Lyon, 1869
- Inventaire des titres de Nevers de l'abbé de Marolles, Nevers, 1873 (lire en ligne)
- Répertoire archéologique du département de la Nièvre, Paris, 1875 (lire en ligne)
- Notice sur les manuscrits du trésor de l'église métropolitaine de Lyon, Revue lyonnaise, 1883
- Le Château de La Bastie d'Urfé et ses seigneurs, 1886

## Archives
La collection de Soultrait, composée d’environ 1600 documents rassemblés par Georges de Soultrait, déposée par la Société nivernaise des lettres, sciences et arts, a été numérisée et est consultable sur le site internet des Archives départementales de la Nièvre.

## Distinctions
- Chevalier de la Légion d'honneur
- Officier de l'Instruction publique
- Chevalier de l'ordre de Saint-Grégoire-le-Grand
- Chevalier de l'ordre de Vasa
- Chevalier de l'ordre d'Isabelle la Catholique